# Albert-Schweitzer-Kinderdorf
Ein Albert-Schweitzer-Kinderdorf ist eine nichtstaatliche, soziale Einrichtung, die Kinder und Jugendliche betreut, die nicht in ihren eigenen Familien aufwachsen können. Wurden in den Anfangsjahren nach dem Ende des Zweiten Weltkrieges in der Regel verwaiste, verlassene Kinder aufgenommen, leben heute dort vor allem Kinder, deren leibliche Eltern ihre Erziehung aus verschiedenen Gründen nicht wahrnehmen können. Sie werden auf Vermittlung des Jugendamtes untergebracht.

## Geschichte
Die Idee des Kinderdorfes entwickelte sich gegen Ende des Zweiten Weltkrieges in der Schweiz, in Österreich und Deutschland. Tausende Kinder und Jugendliche brauchten nach dem Krieg dringend Hilfe und ein Zuhause, das ihnen Geborgenheit geben konnte. Dieses Zuhause muss anders aussehen als ein anonymes Waisenhaus, meinte der Schweizer Philosoph und Publizist Robert Corti. Er warb 1944 für ein „Dorf für leidende Kinder aus allen Nationen“ des kriegszerstörten Europa. Cortis Appell löste eine Welle der Hilfsbereitschaft aus. Dies ermöglichte 1946 den Bau des Pestalozzi-Kinderdorfs Trogen bei St. Gallen in der Schweiz und im deutschen Wahlwies am Bodensee. Ebenfalls 1946 entstanden erste Kinderdörfer des deutschen Caritas-Verbandes, 1949 gründete Hermann Gmeiner den SOS-Kinderdorf-Verein im österreichischen Imst (Tirol). 1952 begannen die Dominikanerinnen von Bethanien in Deutschland mit der Kinderdorfarbeit.

### Kinderdorf Waldenburg
Das erste Albert-Schweitzer-Kinderdorf wurde 1957 in Waldenburg (Württemberg) durch Margarete Gutöhrlein nach der Idee Gmeiners gegründet. Zusammen mit anderen Privatpersonen gründete sie am 31. Oktober 1956 in Schwäbisch Hall den SOS-Kinderdorf-Verein Schwäbisch Hall. Da Gutöhrleins Idee eines interkonfessionellen Kinderdorfs nicht mit dem Konzept der SOS-Kinderdörfer vereinbar war, entwickelte Gutöhrlein ein eigenes Konzept. Sie konnte den Tropenarzt und Friedensnobelpreisträger Albert Schweitzer für eine Patenschaft gewinnen, der die Bitte annahm mit den Worten: „Gerne tue ich dies. Kinderdörfer sind eine Notwendigkeit in unserer Zeit“. Persönlich lernten sich Schweitzer und Gutöhrlein nie kennen. Am 11. Dezember 1957 wurde der Verein in Albert-Schweitzer-Kinderdorf e. V. umbenannt. Gutöhrlein überzeugte den Waldenburger Bürgermeister Franz Gehweiler und den Gemeinderat von ihrem Konzept, die Stadt stellt dem Verein ein Grundstück für das Kinderdorf zur Verfügung. Gutöhrlein verstarb vor der Verwirklichung ihres Lebenswerkes 1958. Ihr Mann Georg Gutöhrlein führte als Vereinsvorsitzender die Geschäfte weiter.
Das Kuratorium des Vereins, dem unter anderem Robert Corti angehörte, beschloss am 2. Juni 1959 das Familienprinzip mit einem Hauselternpaar nach dem Vorbild des Pestalozzi-Kinderdorfs im schweizerischen Trogen. Dieses Prinzip ist unverändert die Grundlage der Arbeit des Vereins.
1960 wurden in Waldenburg die ersten drei Familienhäuser von Kinderdorffamilien bezogen. Vier weitere Häuser wurden im folgenden Jahr fertiggestellt. Im Lauf der Jahre wurden weitere Häuser im Kinderdorf errichtet.
Bald folgten weitere Albert-Schweitzer-Kinderdörfer und -Familienwerke in ganz Deutschland.

## Selbstverständnis
Die Albert-Schweitzer-Kinderdörfer und -Familienwerke sehen sich heute als qualifizierter Dienstleister von Menschen für Menschen. Unabhängig von Religion, Herkunft oder Zugehörigkeit zu sozialen Gruppen, werden Kinder, Jugendliche und Familien in ihrer Entwicklung gefördert. Ein respektvolles und gewaltfreies Miteinander ist dafür besonders wichtig.
Ziel ist es, familiäres Leben mit all seinen Aspekten dort zu erhalten und wieder möglich zu machen, wo es ohne Hilfe nicht mehr gelingt. Es gilt, gemeinsam Familien in Deutschland zu stärken und Kindern faire Zukunftschancen zu geben.

## Netzwerk der Kinderdörfer und Familienwerke
Über Jahrzehnte hinweg haben die Albert-Schweitzer-Kinderdörfer und -Familienwerke ein feinmaschiges und deutschlandweites soziales Netz geknüpft. Heute finden in rund 130 Albert-Schweitzer-Kinderdorffamilien Kinder und Jugendliche, die nicht bei ihren Eltern leben können, ein Zuhause. Darüber hinaus bieten die Albert-Schweitzer-Kinderdörfer und -Familienwerke Wohngruppen, Werkstätten für Jugendliche, Kindertagesstätten, Familienberatungsstellen und weitere ambulante Dienste an. Die Bandbreite reicht vom buchstäblich als Dorf angelegten Kinderdorf, über Familienwerke mit Familienberatungsangeboten, sowie Schulsozialarbeit, über Jugendreferate in Gemeinden bis hin zu verschiedenen heilpädagogischen Albert-Schweitzer-Erziehungsstellen oder Waldkindergärten. Weitere Projekte sind die Intensiven Sozialpädagogischen Einzelmaßnahmen (ISE) und Clearing-Maßnahmen für Kinder und Jugendliche auf der Insel Ruden (Ostsee). Die regionalen Vereine sind dabei recht unterschiedlich aufgestellt. Angebote für Kinder, Jugendliche und Familien stehen aber bei allen im Mittelpunkt.
Die Albert-Schweitzer-Kinderdörfer und -Familienwerke sind in zwölf verschiedenen Bundesländern als selbständige Vereine organisiert. Für die entsprechende Vernetzung und Kooperation der Kinderdörfer sorgt der Albert-Schweitzer-Verband der Familienwerke und Kinderdörfer e. V. mit Sitz in Berlin.
Albert-Schweitzer-Kinderdörfer und -Familienwerke sind dem Paritätischen Wohlfahrtsverband angeschlossen.

## Die Kinderdorffamilien
„Kinderdorfeltern“, auch „Hauseltern“ oder „Familiengruppenleiter“ genannt, bilden mit bis zu sieben aufgenommenen Kindern und Jugendlichen sowie gegebenenfalls ihren leiblichen Kindern eine Kinderdorffamilie. Leibliche Geschwister können hier gemeinsam aufwachsen. Mindestens ein Elternteil sollte eine entsprechende sozialpädagogische Ausbildung als Erzieher, Sozialpädagoge, Sozialarbeiter, Heilpädagoge oder Heilerziehungspfleger sowie eine entsprechende Berufserfahrung besitzen. Der Partner sollte ehrenamtlich und aus idealistischen Motiven mitarbeiten. Kinderdorfeltern handeln fachlich nach pädagogischen Grundsätzen und gestalten das Familienleben mit den Kindern weitgehend selbstständig. Erzieher/-innen und Hauswirtschafter/-innen helfen im Familienalltag, während psychologische und therapeutische Fachkräfte sie in ihrer professionellen Arbeit unterstützen. Die Familien wohnen direkt in einem Albert-Schweitzer-Kinderdorf oder dezentral in der Region.
Kinderdorffamilien bieten Lebensräume, die sich am normalen Familienleben orientieren. Auf diese Weise sollen Kinder und Jugendliche, die aus sehr schwierigen oft lebensbedrohlichen Lebensumständen kommen, intensiv und individuell gefördert werden. Nach Möglichkeit wird der Kontakt zu den leiblichen Eltern gehalten. Ziel ist es, die Ursprungsfamilie zu stabilisieren, um sie eventuell wieder zusammenzuführen, was auch in Ausnahmefällen gelingt.
Kinderdorfeltern zu werden bedeutet eine große Herausforderung. Voraussetzungen sind unter anderem stabile Familienverhältnisse und eine fundierte Qualifikation des angestellten Partners.
Idealismus und die Bereitschaft, Verantwortung auch für Kinder mit sehr schwierigen Lebensumständen zu übernehmen, gehören dazu. An dieser Aufgabe können die Hauseltern wachsen und für die aufgenommenen Kinder viel Gutes auf deren Lebensweg in die Selbständigkeit tun. Sie können aber genauso daran scheitern. In den nunmehr 50 Jahren konnten diese Arbeit viele Hauseltern leisten. Aber einige waren den hohen Anforderungen auch nicht gewachsen und mussten resigniert aufgeben. Menschen können sich dieser Aufgabe nur stellen, wenn sie die Herausforderung, Kinderdorfeltern zu werden, verstanden und angenommen haben. Kinder so anzunehmen wie sie sind und eine gute Portion Gelassenheit gehören dazu. Verbitterung und Enttäuschung sind nicht ausgeschlossen – auch angesichts der Tatsache, dass Kinderdorfeltern in der Regel die Rente im Beschäftigungsverhältnis nicht erreichen.

## Albert-Schweitzer-Preis der Kinderdörfer und Familienwerke
Der Bundesverband der Albert-Schweitzer-Kinderdörfer und Familienwerke e. V. verleiht seit 2010 den Albert-Schweitzer-Preis der Kinderdörfer. Mit ihm wird „das außergewöhnliche Engagement von Menschen, die sich, dem Vorbild Albert Schweitzers folgend, mit den Nöten anderer beschäftigen, sich für notleidende Kinder, Jugendliche und andere hilfebedürftige Menschen einsetzen“, gewürdigt. Der Preis – eine Geben und Nehmen symbolisierende Bronze-Skulptur – wurde von der bayrischen Bildhauerin Irmingard Lochner gestaltet und „löst den bis 2008 ausgelobten Medienpreis ab“.

### Preisträger
- 2010 Monique Egli (Enkelin Albert Schweitzers)
- 2011 Nia Tsholofelo Künzer
- 2012 Otmar Schütze
- 2013 Alexander Brochier[4]
- 2015 Belegschaft der ContiTech Northeim
- 2016 Roland Kaiser
- 2017 Familie Brigitte und Dieter Ottenbruch
- 2018 Martiniana Mercado